# Carphina petulans
Carphina petulans är en skalbaggsart som först beskrevs av Kirsch 1875.  Carphina petulans ingår i släktet Carphina och familjen långhorningar. Inga underarter finns listade.